# Chris Buskes
Christiaan Jozef Joannes (Chris) Buskes (Venlo, 1961) is een Nederlandse wetenschapsfilosoof en schrijver. Hij is als docent wetenschapsfilosofie verbonden aan de afdeling cognitiefilosofie van de Radboud Universiteit Nijmegen. Daar verzorgt hij de cursus Darwins erfenis: beloftes & gevaren van evolutionair denken voor het Honours Programma. Zijn academisch werk richt zich voornamelijk op de invloed van de evolutietheorie en het evolutionair denken in verschillende wetenschappelijke domeinen.
Buskes schreef in 2006 het boek Evolutionair denken. De invloed van Darwin op ons wereldbeeld waarvoor hij in 2007 de Socrates-wisselbeker in ontvangst kreeg. In 2009 schreef hij La herencia de Darwin. La evolucion en nuestra vision del mundo en werkte mee aan In Darwins woorden. Leven, werk en denken van Charles Darwin.